# 中坪村
中坪村（なかつぼむら）はかつて岐阜県郡上郡に存在した村である。
現在の郡上市八幡町中坪などに該当する。

## 歴史
- 1889年（明治22年）7月1日 - 町村制により、中坪村が発足。
- 1897年（明治30年）4月1日 - 初音村、河鹿村、五町村、瀬取村と合併し川合村発足。同日中坪村は廃止。